# Austere (black metal-band)
 For alternative betydninger, se Austere. (Se også artikler, som begynder med Austere)
Austere er et australsk black metal-band, som er kendt for at spille 'depressiv black metal'. Bandet har kun to medlemmer.

## Medlemmer
- Desolate – vokal, guitar, bas, keyboard
- Sorrow – vokal, trommer, keyboard
- D. – bas, guitar

## Diskografi

### Studiealbum
- 2007: Withering Illusions and Desolation
- 2009: To Lay Like Old Ashes

### Ep'er
- 2008: Only the Wind Remembers

### Splitalbum
- 2008: Only the Wind Remembers / Ending the Circle of Life (med Lyrinx)
- 2008: Bleak... (med Isolation)

## Fodnoter
1. ↑  "To Lay Like Old Ashes" (engelsk). Encyclopaedia Metallum. Hentet 15. maj 2009.
2. 1 2 3 4  "Withering Illusions and Desolation" (engelsk). Encyclopaedia Metallum. Hentet 15. maj 2009.
3. 1 2  "Bleak..." (engelsk). Encyclopaedia Metallum. Hentet 15. maj 2009.
4. 1 2  "Only the Wind Remembers / Ending the Circle of Life" (engelsk). Encyclopaedia Metallum. Hentet 15. maj 2009.

## Eksterne links
- Austere på Myspace
- Austere på Encyclopaedia Metallum